# Lövsångaren 4

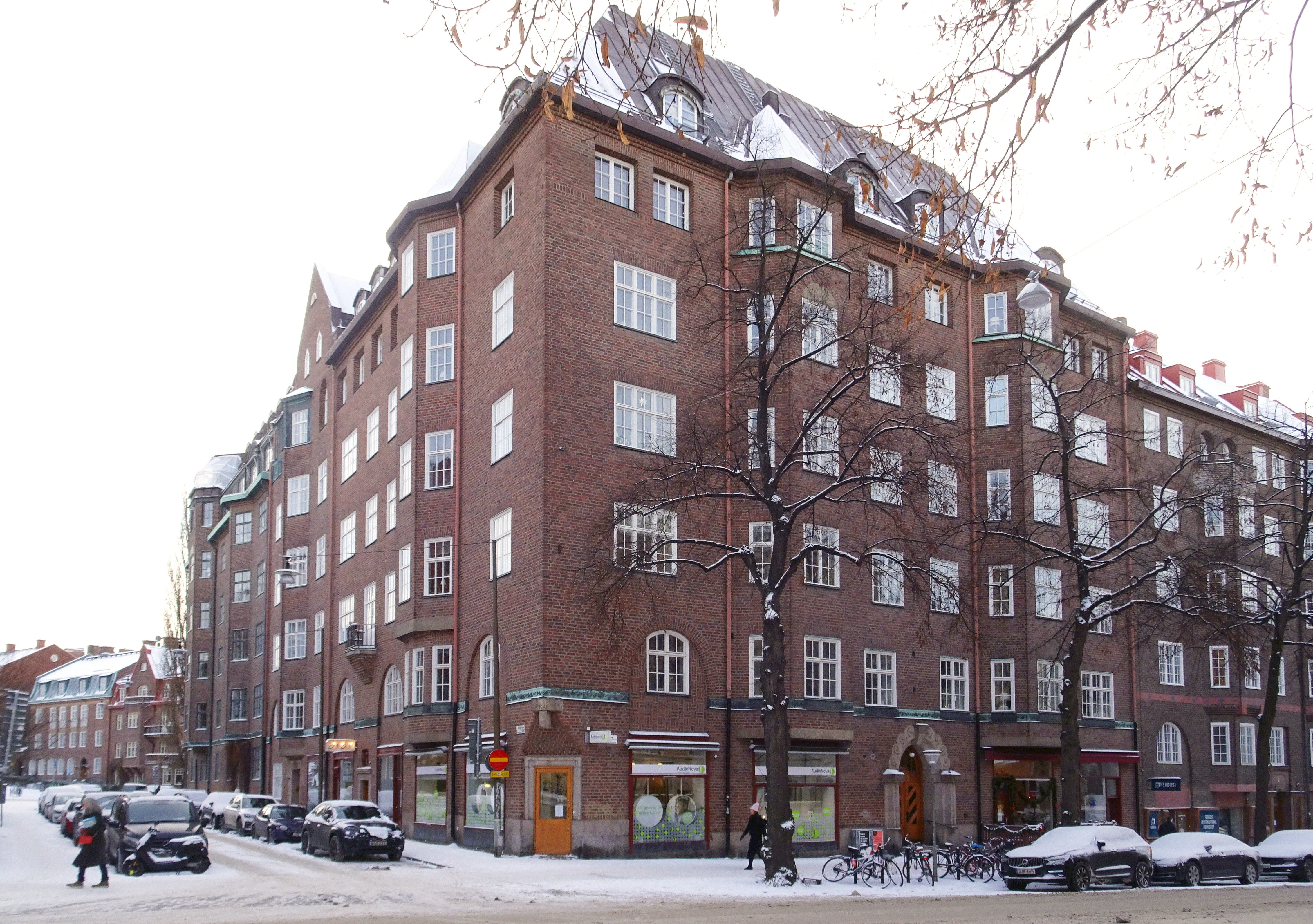
Lövsångaren 4, Odengatan 19 / Bragevägen 21, december 2022.

Lövsångaren 4 är en kulturhistoriskt värdefull bostadsfastighet i kvarteret Lövsångaren belägen vid hörnet Odengatan 19 /  Bragevägen 21 i Lärkstaden på Östermalm i Stockholm. Byggnaden uppfördes 1912–1913 av byggmästaren Carl Wilhelm Althén efter ritningar av arkitektkontoret Höög & Morssing. Fastigheten är grönmärkt av Stadsmuseet i Stockholm, det innebär "särskilt värdefull från historisk, kulturhistorisk, miljömässig eller konstnärlig synpunkt". Lövsångaren 4 ingår i ett område av Riksintresse för kulturmiljövården. Som hörnhus vid Odengatan har huset även ett stort stadsbildsmässigt värde, anser Stadsmuseet. 

## Historik

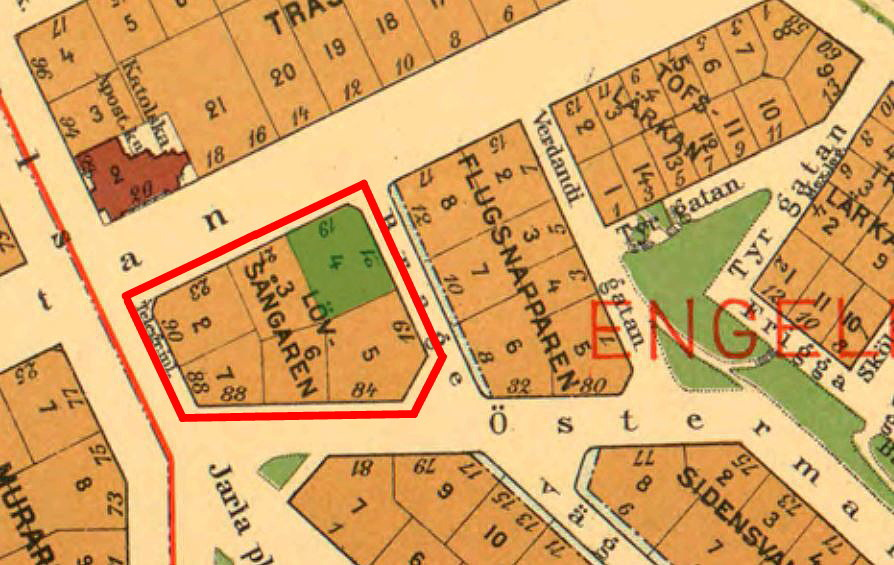
Lövsångaren 4 (grön), 1930.

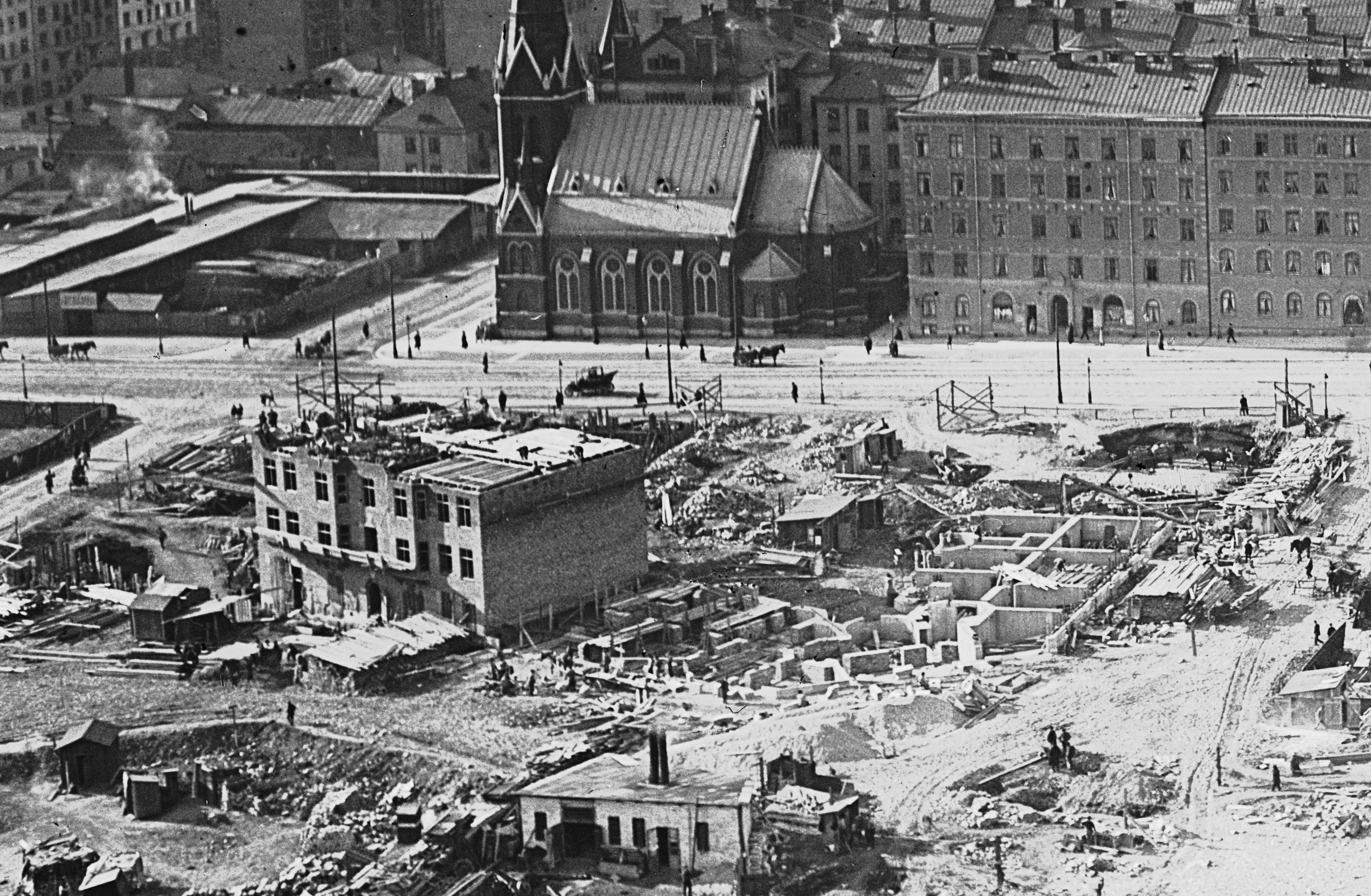
Schaktarbeten för Lövsångaren 5, 1912. Närmare kameran pågår murningsarbeten för källaren Lövsångaren 5. Huset som har kommit längst är Lövsångaren 6, Odengatan och Sankt Georgios kyrka i bakgrunden.

Kvarteret Lövsångaren och Lärkstadens kvarter i söder och öster bildades 1908 i samband med en stadsplan för Eriksbergsområdet med omgivning som upprättats av stadsingenjören Gustaf von Segebaden. Den byggde på ett stadsplaneförslag ritat 1902 av stadsplanearkitekten Per Olof Hallman som i sin tur hade Lindhagenplanen från 1860-talet som utgångspunkt.
För fastigheten Lövsångaren 4 avsattes en areal om 905,3 kvadratmeter och såldes i januari 1912 av Stockholms stad med äganderätt (”å fri och egen grund” står det på tomtkartan) till Höög & Morssing. Det var vanligt att arkitekter eller byggmästare förvärvade stadens byggmark, eftersom de var väl insatta i pågående stadsplaneringar och det gällde att komma åt attraktiva byggtomter. På platsen fanns de sista torrlagda resterna efter Träskfloden och någon enstaka övergiven tobakslada.
Utöver Lövsångaren 4 köpte Höög & Morssing samtidigt grannfastigheten Lövsångaren 5 (Odengatan 19 / Östermalmsgatan) som också kom att ritas av Höög & Morssing och uppföras av byggmästaren C.W. Althén. På ett fotografi från 1912 syns grundläggningsarbetena för Lövsångaren 5, medan schaktarbetena för Lövsångaren 4 har just påbörjats, slutbesiktningen var 1913.
Första fastighetsägare var Fastighets AB Utsikten som ägdes av Erik Carlsson och där husets byggmästare, C.W. Althén, ingick i styrelsen. En kapten Knut Öhrström köpte fastigheten 1919. Han sålde den samma år vidare till direktör Tage F. Svensson. På 1930-talet var ägare Tage Somming och 1960 hans änka Mary Somming. Hon sålde den 1961 till Förvaltnings AB Holmia. Idag (2022) ägs fastighetens 27 lägenheter av bostadsföreningen Lövsångaren 4 som bildades 1984. Föreningen står också som hyresvärd för sju kommersiella lokaler.

## Byggnadsbeskrivning

### Exteriör
Lövsångaren 4 uppfördes i fem våningar på en förhöjd bottenvåning och en låg källare. Byggnadshöjden (till takfoten) reglerades i stadsplanen och fastställdes till högst 41,5 meter över Stockholms nollplan (slusströskeln). Gatufasaderna består av rött Helsingborgstegel som murades fogstruket (med fyllda fogar). Val av rött tegel var ett krav från byggnadsnämnden som därmed ville anknyta till Engelbrektskyrkans fasadmaterial. Fasaden mot Odengatan / Bragevägen smyckades med ett horisontellt band av mönstrad kopparplåt som löper runt huset ovanför butiksvåningen. Mot Bragevägen reste sig enligt ursprungsritning en volutgavel över takfoten. Gaveln utfördes dock enklare som en fronton med triangulär form. Gårdsfasaderna är putsade. Burspråket mot Bragevägen höjdes 1927 av en krönande balkong. 1935 ändrades taket och gesimsrännan mot Bragevägen när Tage Somming var ägare. Enligt Stadsmuseet är fasaderna mot Bragevägen och Odengatan ”mycket väl bevarade sedan byggnadstiden med sitt delvis mästermurade röda tegel, burspråk, naturstensportaler och fint arbetade detaljer”. 

### Arkitektritningar från 1912 och 1913

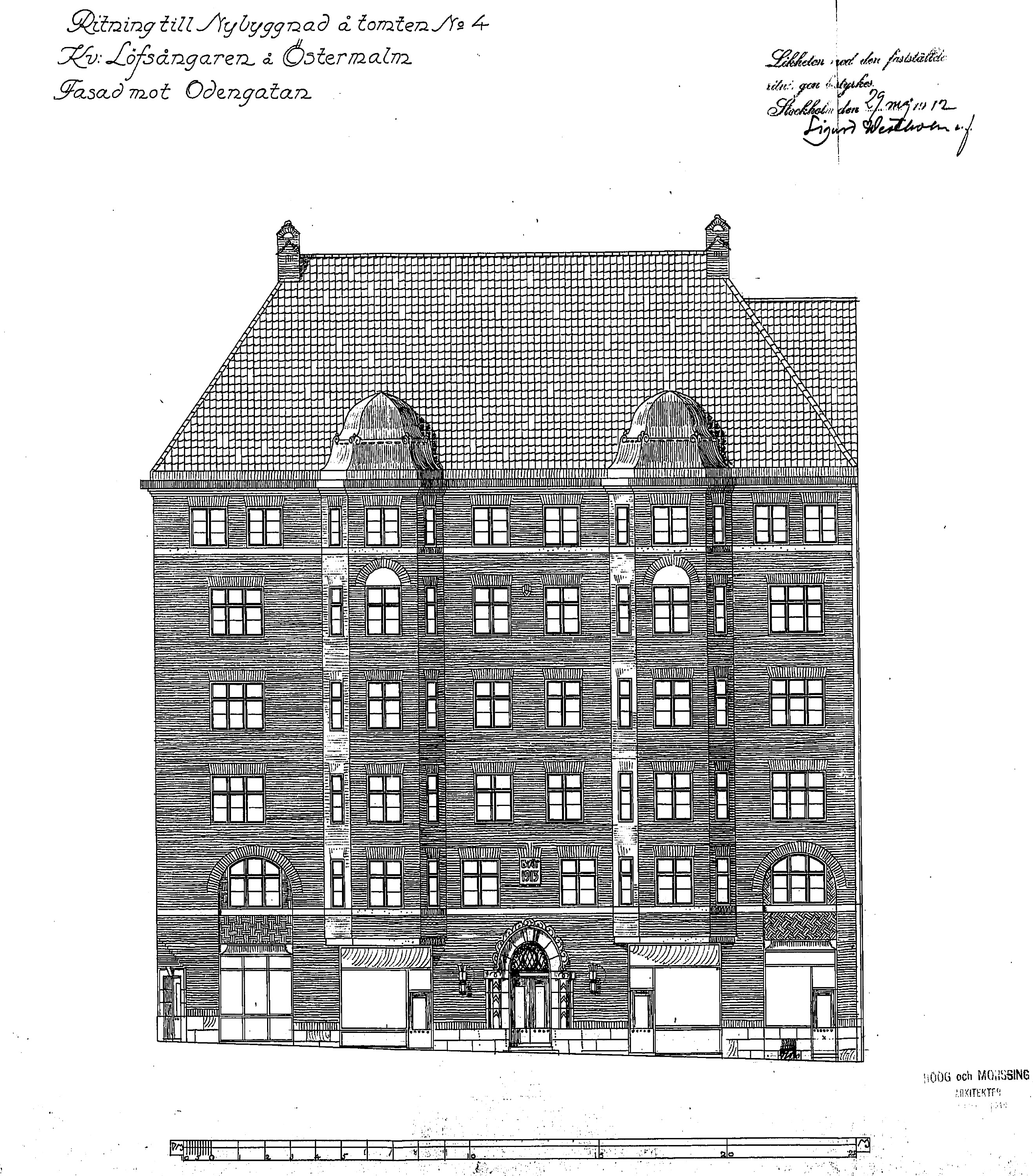
Fasad mot Odengatan.
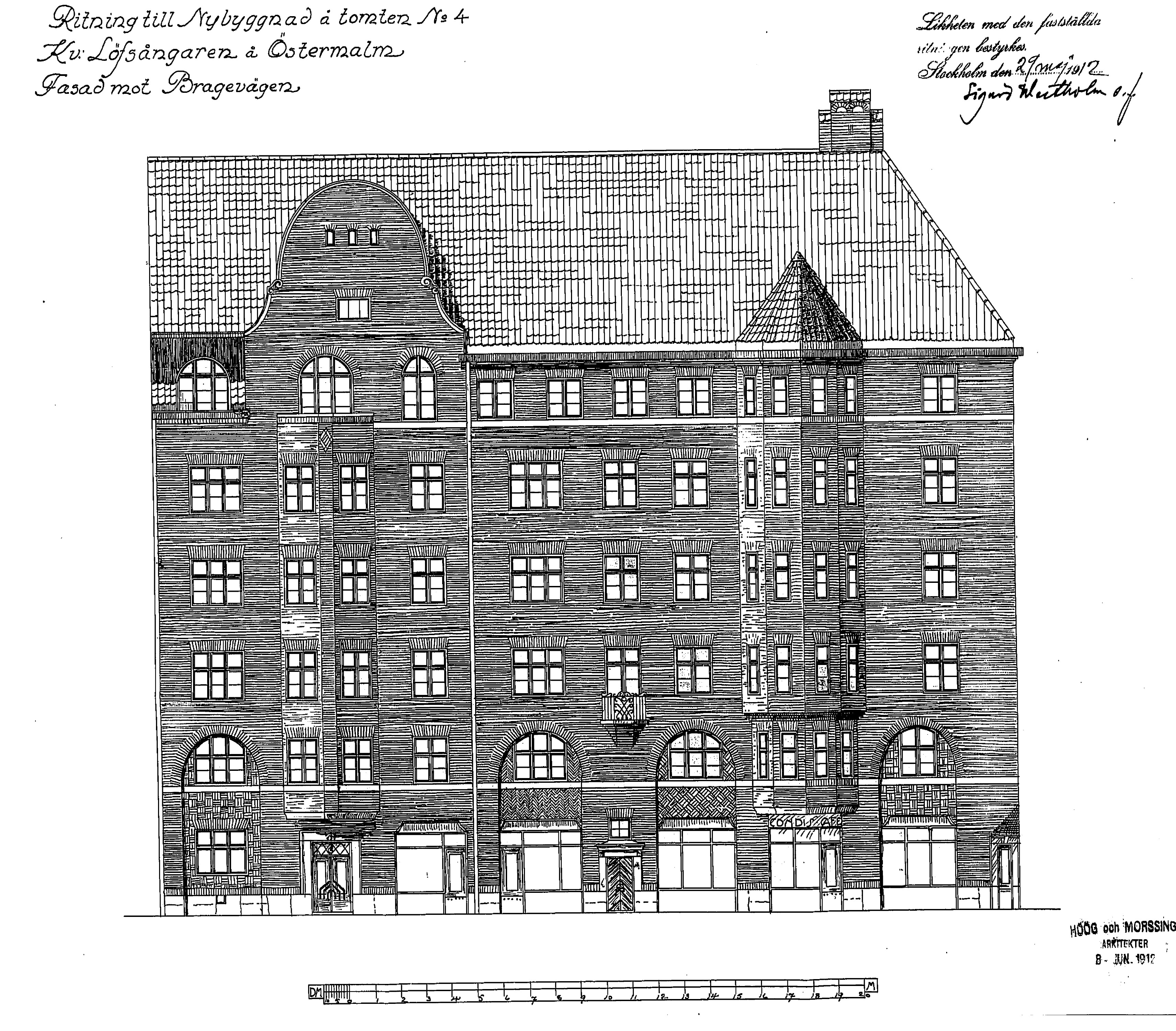
Fasad mot Bragevägen.
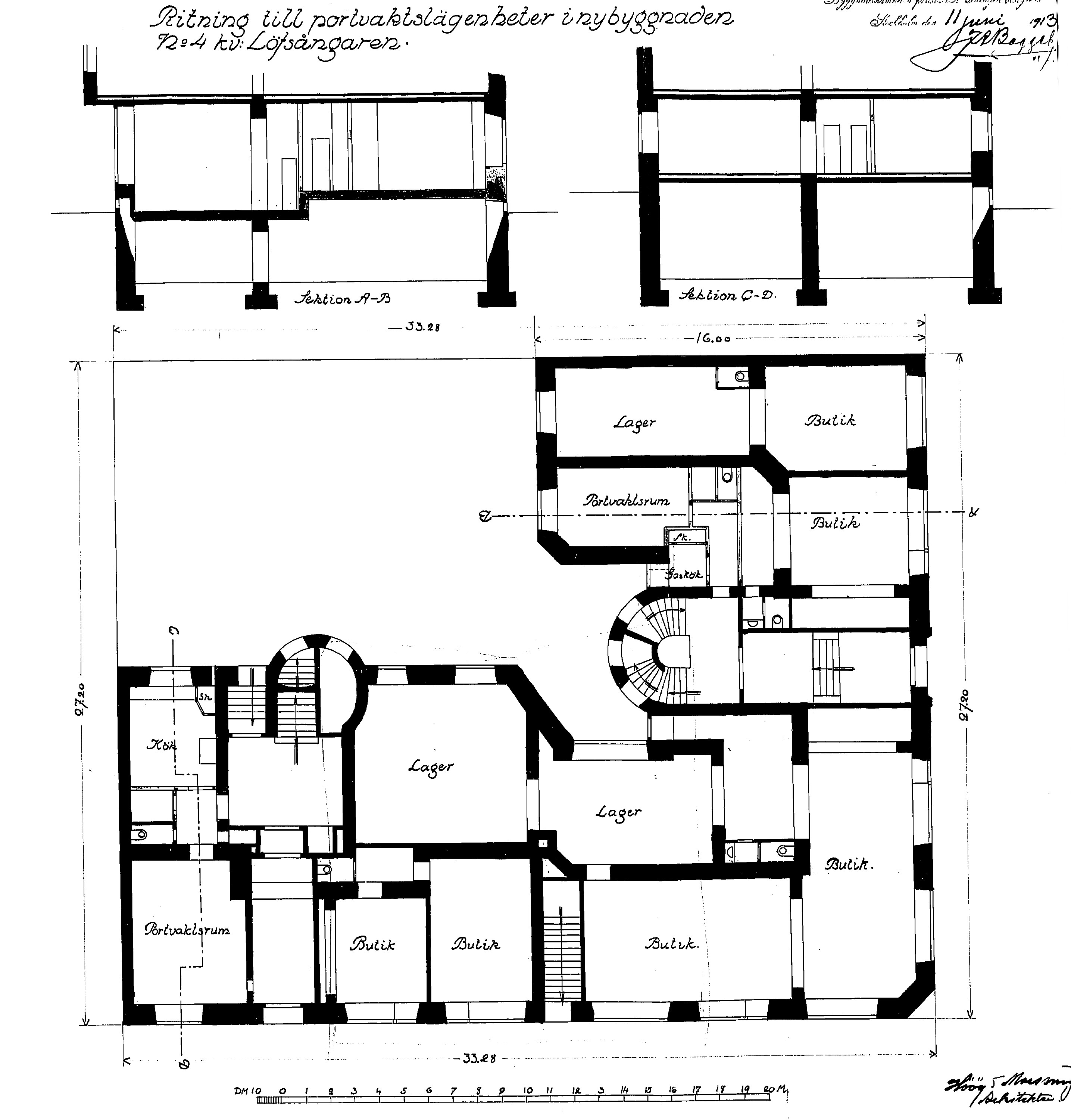
Butiksvåning.
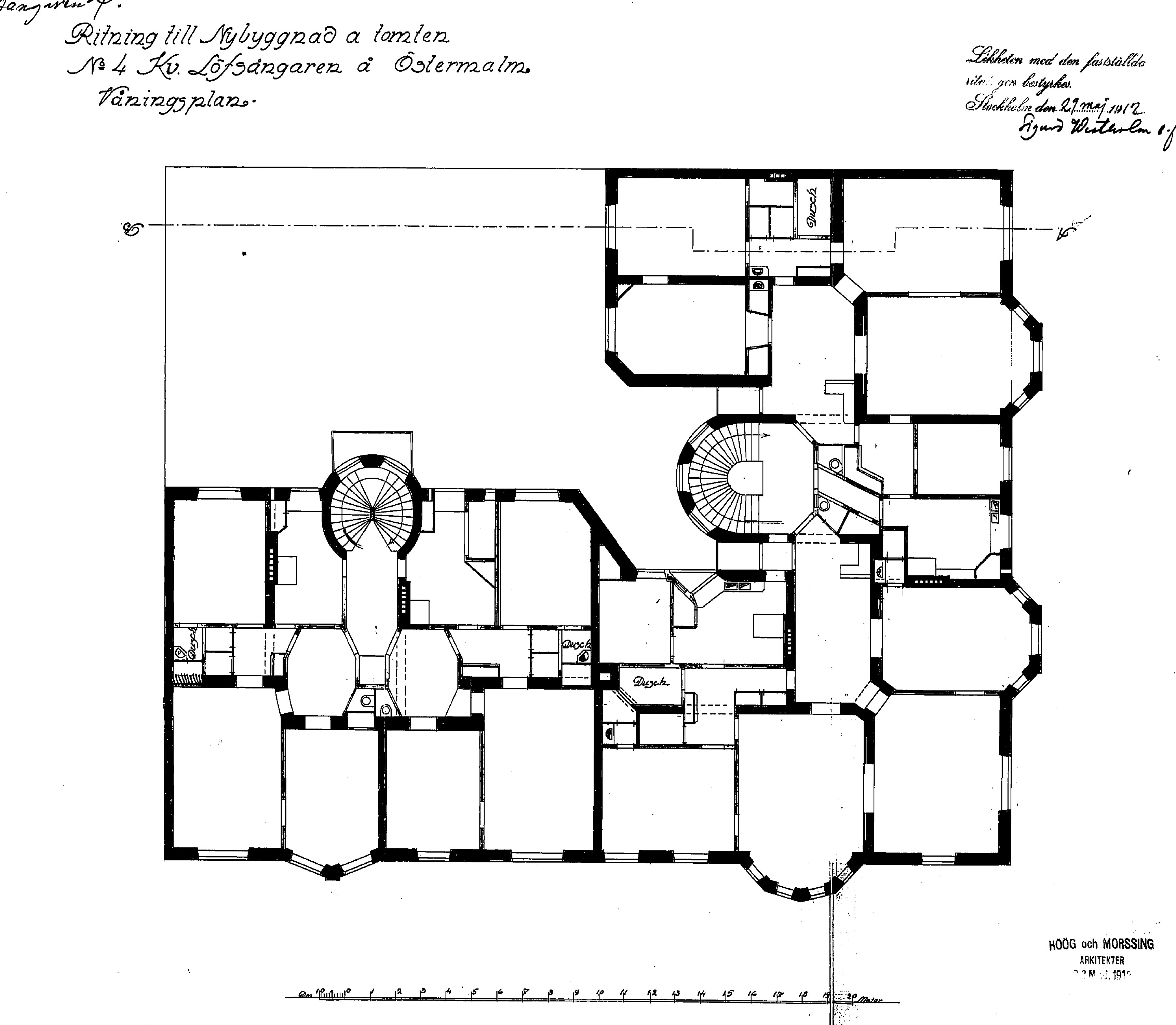
Våningsplaner 1–5 trappor.
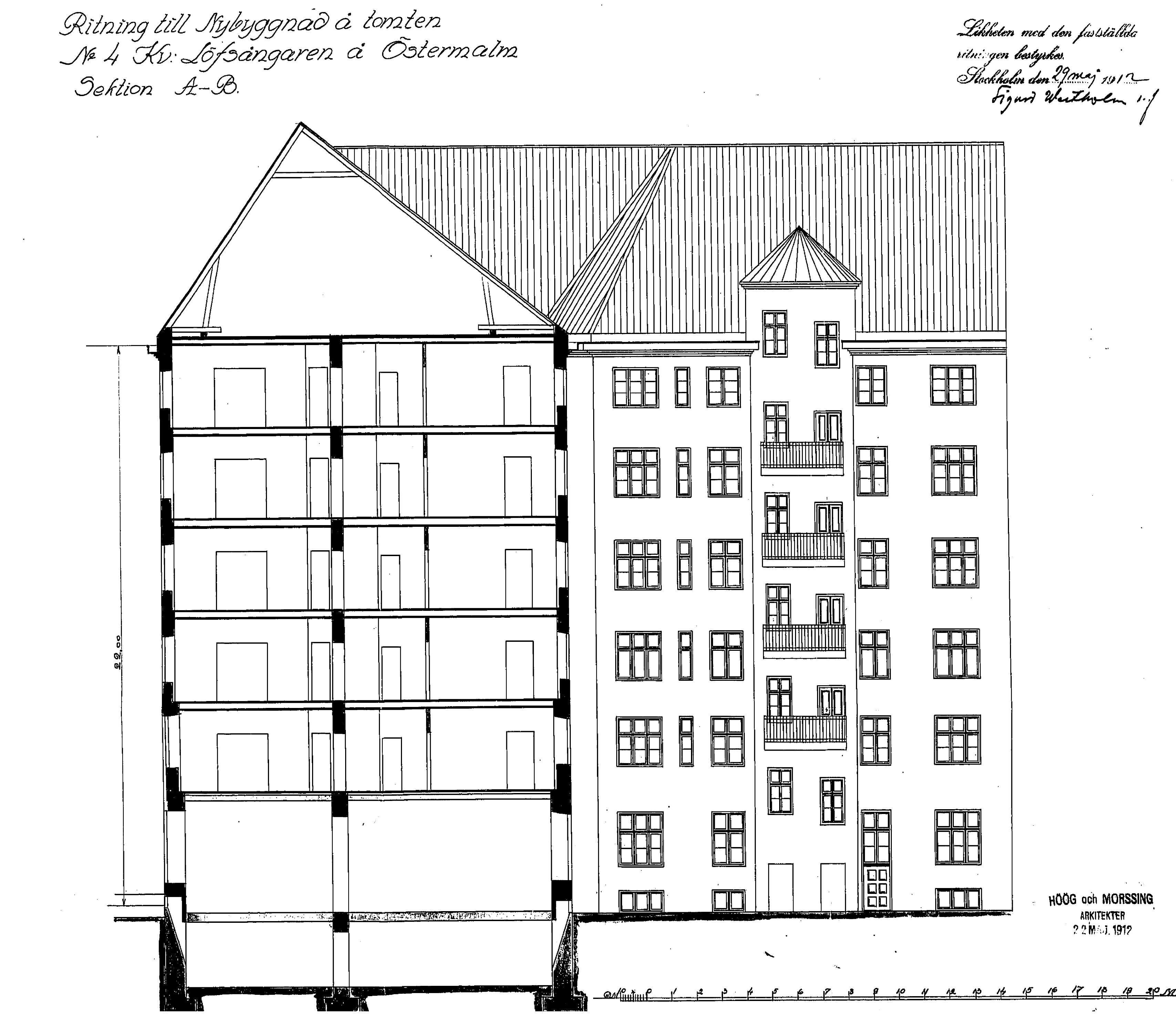
Sektion.

### Interiör

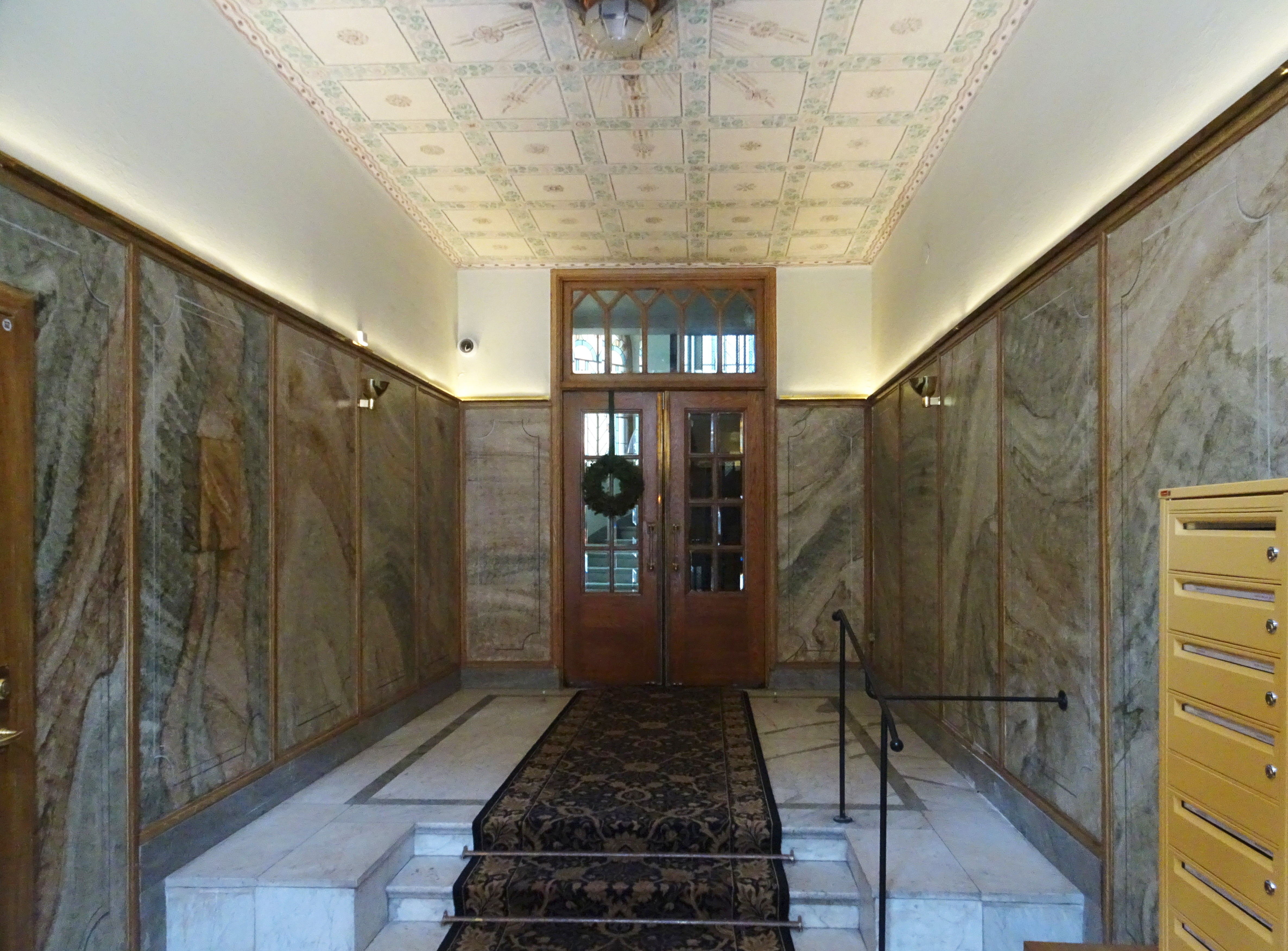
Entréhall Odengatan 19.

Porten Odengatan 19 (före detta 15) är från byggnadstiden och inramas av en monumental granitportal med flankerande pilaster och snäckmönster över valvbågen. Innanför ligger ett vitt marmorgolv med grå bårder. Väggarna är fältindelade och målade i marmorimitation (tidigare gulmålade och med gula och svarta stänk). Taket i entréhallen är målat i rutor med blågrön dekor mot vit botten. Mellandörren till trapphuset är glasad och spröjsad. Fönstren i trappuppgången är välvda med blyglasade polykroma rutor. Sidoentrén Bragevägen 21 gestaltades enklare och betjänade husets andra trappa i flygeln mot Bragevägen. Redan från början fanns affärslokaler i bottenvåningen, något som motiverades av ökade tomtpriser. I motsats till andra fastigheter i Lärkstaden inreddes huset med mindre lägenheter om två till tre rum och kök. 
Planlösningen var enligt ursprungsritningar följande:
- Källarvåning – pannrum, lagerlokaler, källarförråd
- Bottenvåning – butiker med tillhörande lagerlokaler, två portvaktslägenheter
- Våning 1–5 trappor – två respektive tre rum och kök

Den av Stadsmuseet i samband med byggnadsinventeringen (1984) besökta lägenheten bevarade ursprunglig inredning i matsal och salong med bland annat bröstpanel med åttkantiga fyllningar samt halvfranska skjutdörrar med diagonalmönstrade överstycken. 1987–1988 inreddes husets kallvind av Platzer bygg AB med bostäder i två plan. För arkitektritningarna stod Stavsjö Konsult AB. Idag (2022) finns 27 bostadsrättslägenheter med storlekar mellan 28 m² och 245 m². I april 2022 såldes en lägenhet om tre rum och kök (motsvarande 99 m²) för knappt 18 miljoner kronor.

### Bilder

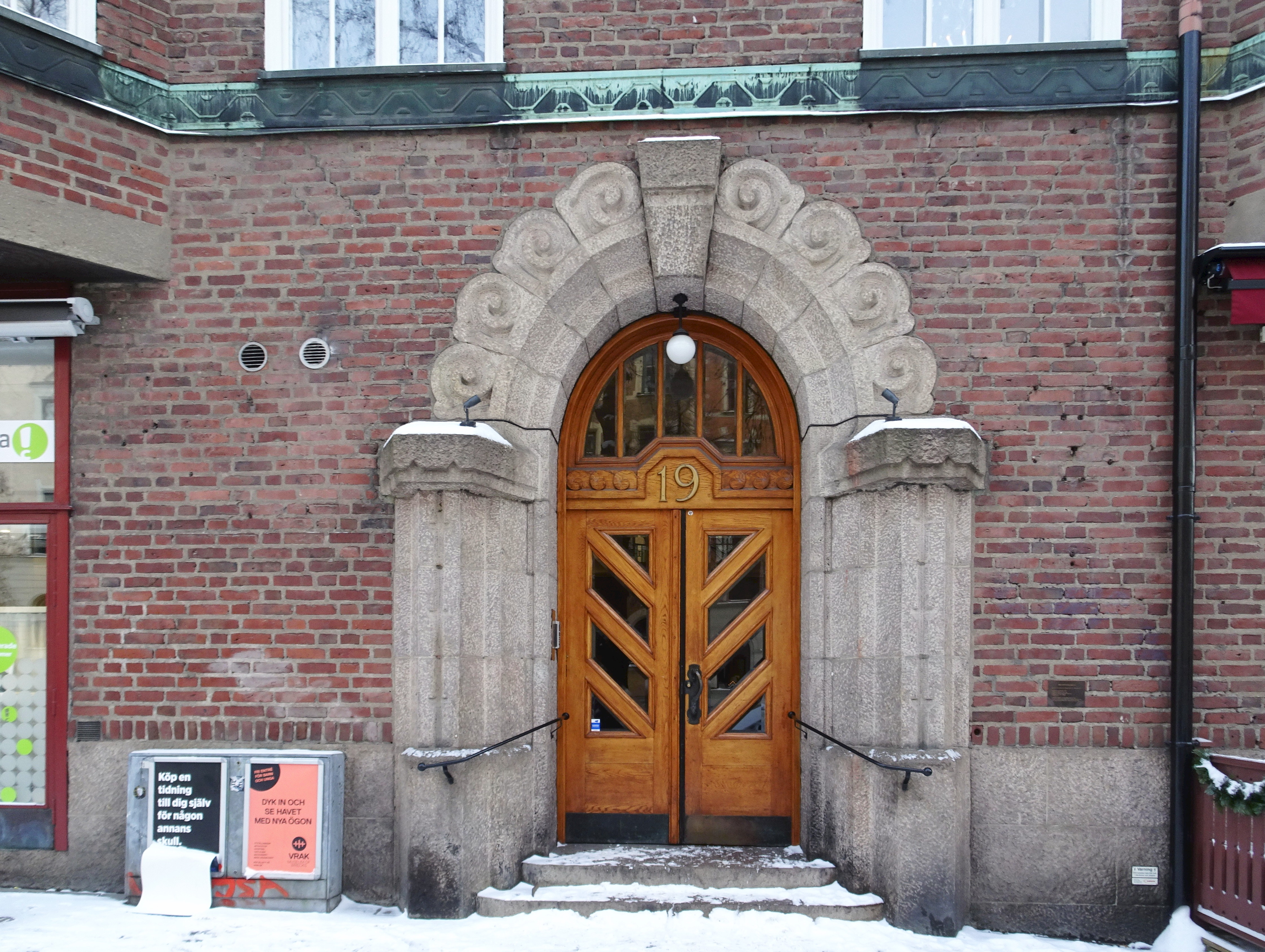
Entré och portal Odengatan 19.
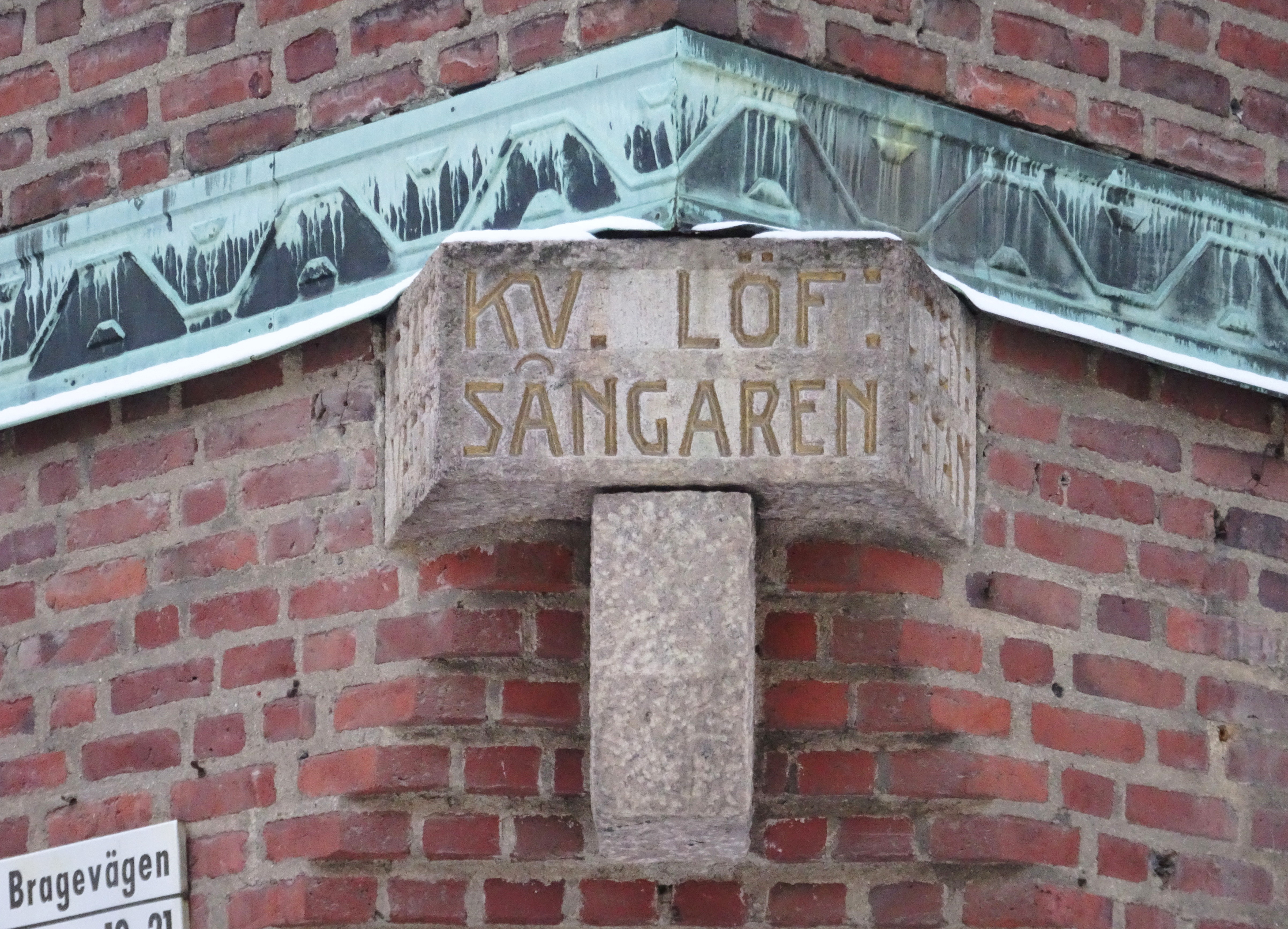
Kvartersbeteckning "Löfsångaren" på hushörnet.
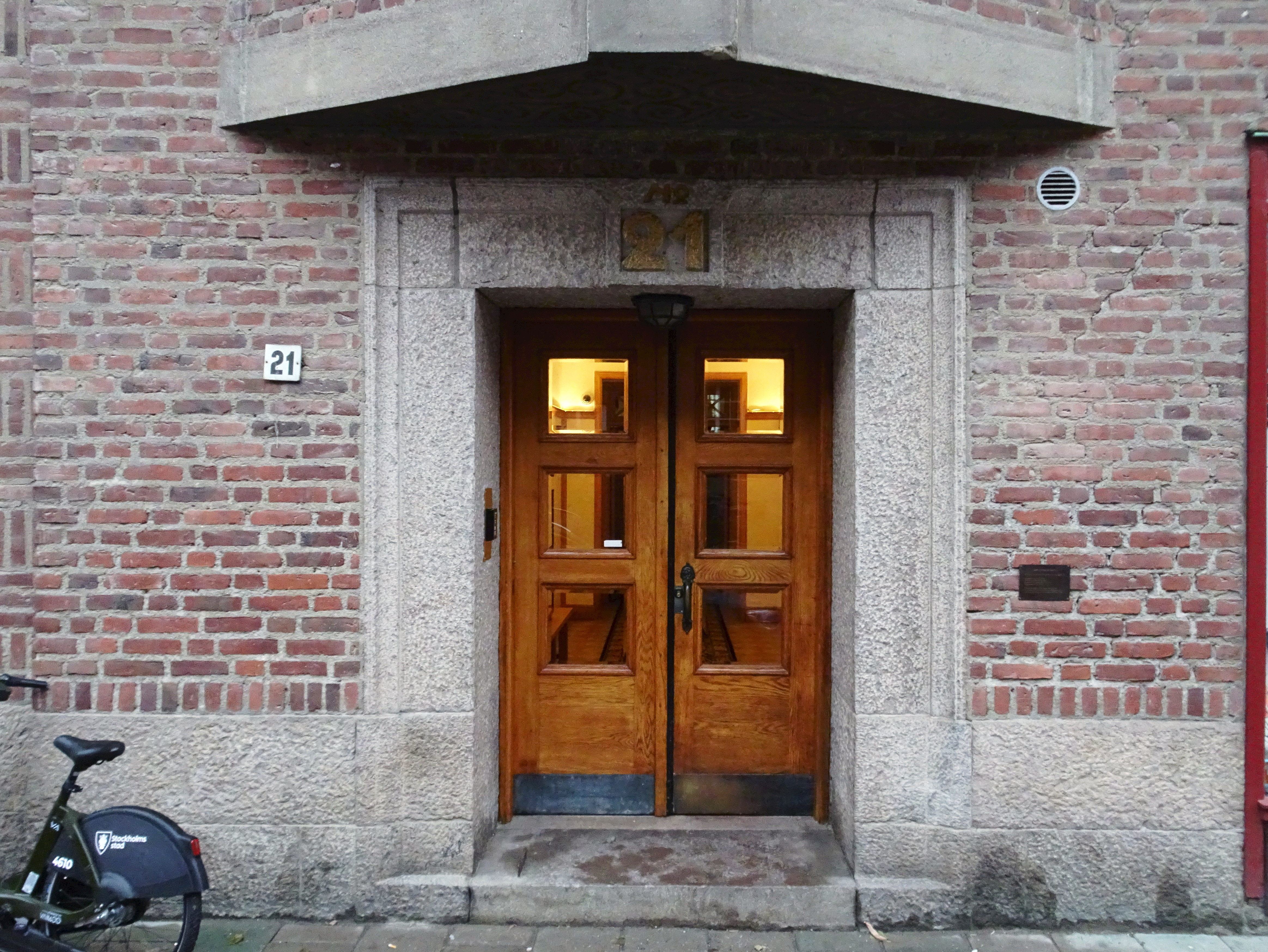
Entré och portal Bragevägen 21.
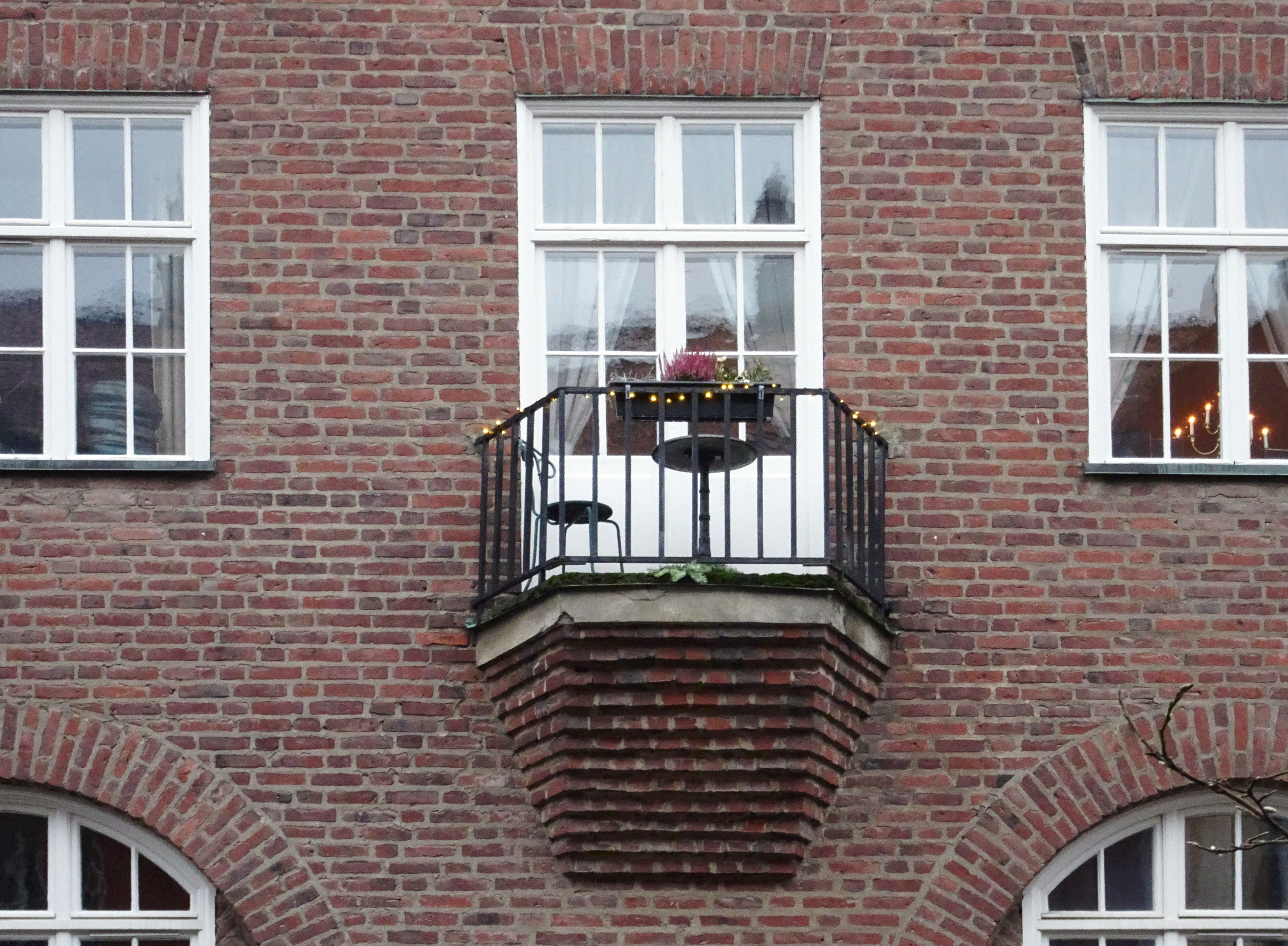
Balkong mot Bragevägen.

### Noter

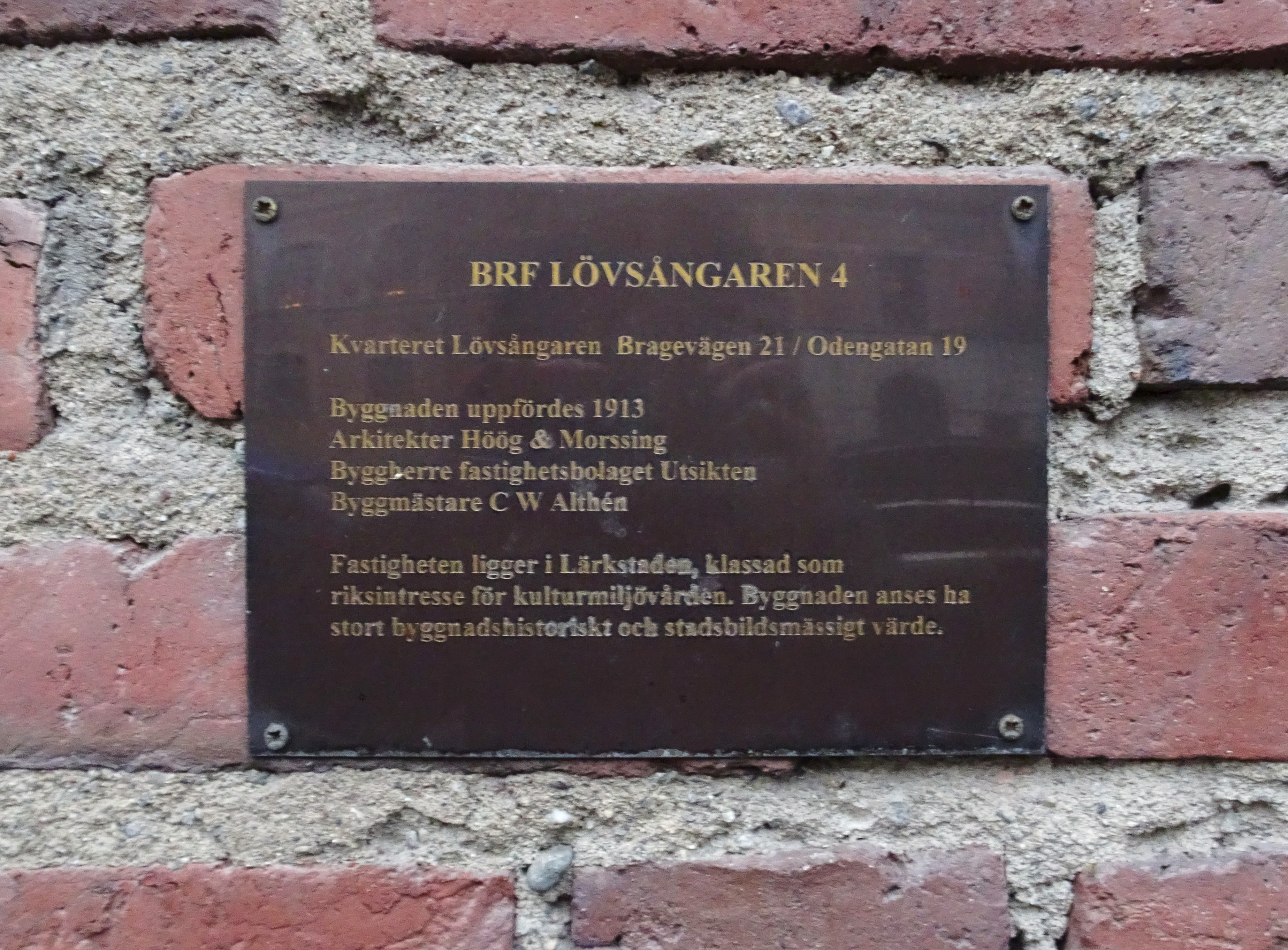
Föreningens informationstavla.